# Факко, Марио
Ма́рио Фа́кко (итал. Mario Facco; 23 января 1946, Милан — 31 августа 2018, Fregene, Лацио) — итальянский футболист и футбольный тренер, играл на позиции защитника.

## Биография

### Игровая карьера
Факко начинал карьеру в «Интернационале», в котором за три сезона сыграл только один матч в Серии A, но в 1966 году выиграл чемпионский титул. В 1968 году перешёл в «Лацио», команду выступавшую в то время в Серии B.
В следующем сезоне «Лацио» вернулся в элитный дивизион итальянского футбола, где продержался два сезона, но в 1971 году вновь вылетел в Cерию B. После значительных перемен в команде, «Лацио» вернулся в Серию A в следующем сезоне. В 1973 году «Лацио» стал бронзовым призёром чемпионата, а по итогам сезона 1973/74 «бело-голубые» сенсационно завоевали первое в истории клуба скудетто. После завоевания чемпионского титула Факко покинул столичный клуб и перешёл в «Авеллино 1912», в котором отыграл три сезона.
Завершил карьеру игрока в клубе «Парма», сыграв 12 матчей в Серии C.

### Тренерская карьера и деятельность на радио
Работал главным тренером итальянских команд, среди которых были «Фрозиноне» (1982—1983), «Салернитана» (1983—1984), «Барлетта» и «Тернана».
Затем он работал радиоведущим и сотрудничал со многими программами, рассказывающими о «Лацио».

### Смерть
Скончался 31 августа 2018 года в возрасте 72 лет.

## Достижения
«Интернационале»
- Чемпион Италии (1) : 1965/66

«Лацио»
- Чемпион Италии (1) : 1973/74